# Gustave Flourens
Gustave Flourens, francoski častnik, časnikar, revolucionar in znanstvenik, * 4. avgust 1838, † 3. april 1871.

## Življenjepis
Polkovnik Flourens je bil član Pariške komune.